# Kanton Saint-Chély-d’Apcher
Der Kanton Saint-Chély-d’Apcher ist seit 1790 ein französischer Wahlkreis im Arrondissement Mende, im Département Lozère und in der Region Okzitanien; sein Hauptort ist Saint-Chély-d’Apcher.

## Gemeinden
Der Kanton besteht aus sechs Gemeinden mit insgesamt 5993 Einwohnern (Stand: 1. Januar 2022) auf einer Gesamtfläche von 119,01 km²:
| Gemeinde                    | Einwohner 1. Januar 2022 | Fläche km² | Dichte Einw./km² | Code INSEE | Postleitzahl |
| --------------------------- | ------------------------ | ---------- | ---------------- | ---------- | ------------ |
| Albaret-Sainte-Marie        | 557                      | 15,98      | 35               | 48002      | 48200        |
| Blavignac                   | 257                      | 13,83      | 19               | 48026      | 48200        |
| Prunières                   | 226                      | 13,09      | 17               | 48121      | 48200        |
| Rimeize                     | 614                      | 32,30      | 19               | 48128      | 48200        |
| Saint-Chély-d’Apcher        | 4.025                    | 28,26      | 142              | 48140      | 48200        |
| Saint-Pierre-le-Vieux       | 314                      | 15,55      | 20               | 48177      | 48200        |
| Kanton Saint-Chély-d’Apcher | 5.993                    | 119,01     | 50               | 4812       | –            |

Bis zur landesweiten Neuordnung der französischen Kantone im März 2015 gehörten zum Kanton Florac die sieben Gemeinden Albaret-Sainte-Marie, Blavignac, La Fage-Saint-Julien, Les Bessons, Les Monts-Verts, Rimeize und Saint-Chély-d’Apcher. Sein Zuschnitt entsprach einer Fläche von 161,05 km2. Er besaß vor 2015 einen anderen INSEE-Code als heute, nämlich 4820.